# Frederic al VI-lea al Danemarcei
Frederic al VI-lea (n. 28 ianuarie 1768, Copenhaga, amtul Copenhaga⁠(d), Danemarca – d. 3 decembrie 1839, Copenhaga, amtul Copenhaga⁠(d), Danemarca) a fost rege al Danemarcei din 1808 până în 1839 și rege al Norvegiei din 1808 până în 1814. A fost regent al Danemarcei din 1784 până în 1808 ca și vărul său George al IV-lea al Regatului Unit. Mama sa, Caroline Matilda de Wales, era sora regelui George al III-lea al Regatului Unit. 

## Regent al Danemarcei
Tatăl său, Christian al VII-lea al Danemarcei, a avut mari probleme psihologice, și a fost suspectat de schizofrenie. La 8 ianuarie 1772, Prințul Frederic în vârstă de trei ani a fost făcut regent. Până în anul 1784 a fost sub controlul mamei vitrege a tatălui său, Juliana Maria de Braunschweig-Wolfenbüttel, care a fost conducătorul real și nedisputat în timpul regenței sale, ajutată de Ove Høegh-Guldberg. În cele din urmă la 14 aprilie 1784, prințul a fost declarat major. A continuat ca regent al Danemarcei în numele tatălui său până la moartea acestuia în 1808.
În timpul regenței, Frederic a instituit ample reforme liberale cu sprijinul prim ministrului Andreas Peter Bernstorff, inclusiv abolirea iobăgiei în 1788. Crizele apărute în timpul domniei sale au inclus dezacordul cu Marea Britanie asupra transportului maritim. Acest lucru a dus la două atacuri britanice asupra vaselor daneze în 1801 și 1807. Ultimul atac este cunoscut ca Bătălia de la Copenhaga.

## Familie
Soția sa era verișoara primară Marie Sophie de Hesse-Kassel, membră al familiei germane. S-au căsătorit la Gottorp la 31 iulie 1790 și au avut opt copii. Cel mai mic copil, Prințesa Vilhelmine a devenit soția viitorului Frederic al VII-lea al Danemarcei. Niciunul dintre băieții lui Frederic al VI-lea n-a supraviețuit și atunci când a murit, a fost succedat de verișorul său, Christian al VIII-lea al Danemarcei.

## Rege al Danemarcei

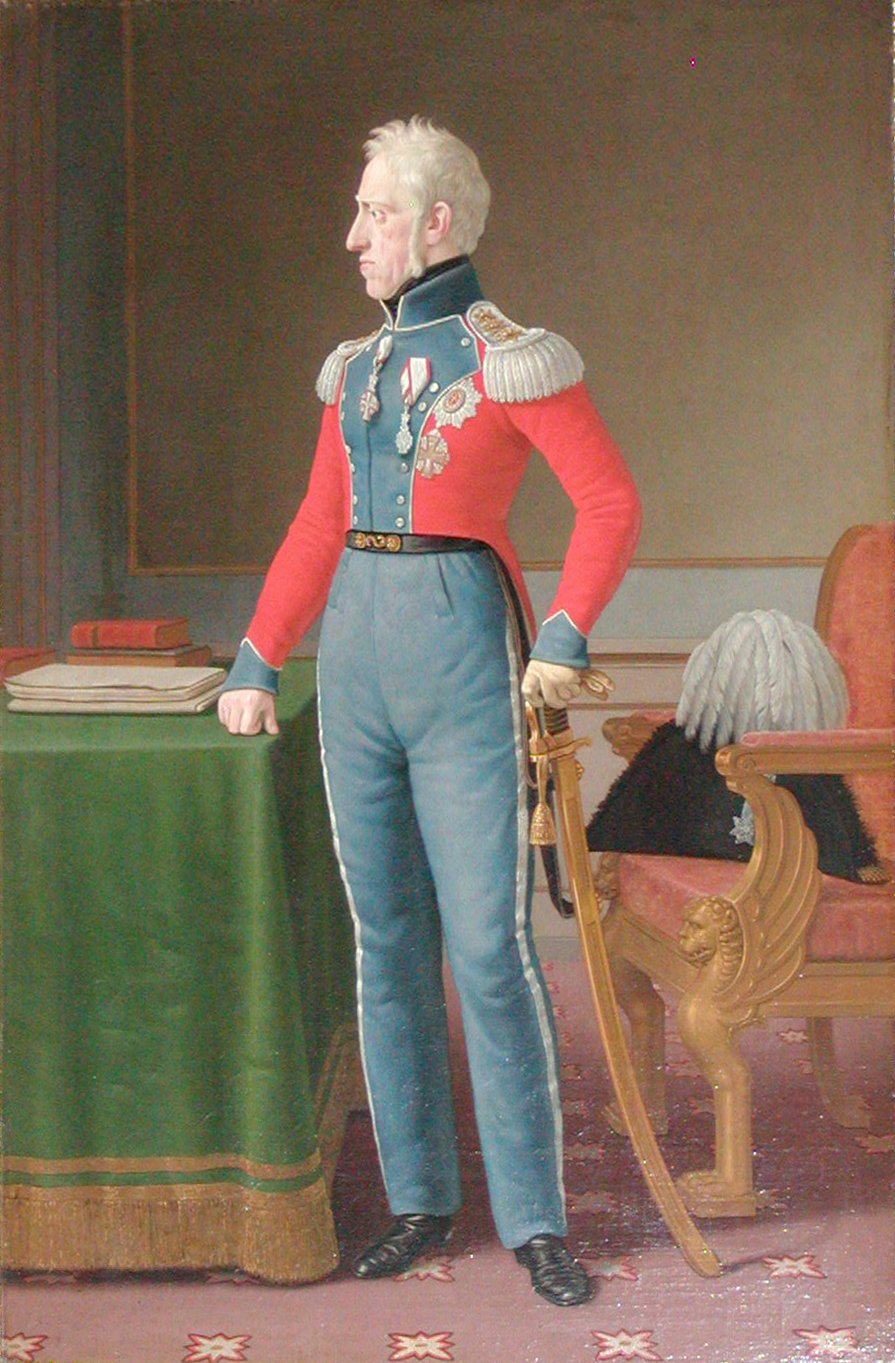
Regele Frederick al VI-lea al Danemarcei

Frederic a fost încoronat rege al Danemarcei la 13 martie 1808. În 1809 după detronarea lui Gustav al IV-lea al Suediei tronul suedez devine vacant. Frederic a fost interesat și s-a prezentat drept candidat la succesiune. De fapt, Frederic a fost primul monarh al Danemarcei și Norvegiei descendent din Gustav I al Suediei cel care obținuse independența Suediei (1523) după o perioadă de uniune cu celelalte țări scandinave. Cu toate acestea, în 1810, a fost ales ca prinț moștenitor al Suediei mareșalul francez Jean-Baptiste Bernadotte.
După înfrângerea în războaiele napoleoniene în 1814 și pierderea Norvegiei, spre sfârșitul domniei, Frederic al VI-lea a renunțat la ideile liberale și a guvernat cu autoritate. Cenzura și suprimarea oricărei opoziții, o stare proastă a economiei daneze au reprezentat o perioadă întunecată a domniei sale.
Din 1834 regele a acceptat fără tragere de inimă o mică inovație democratică prin crearea Adunărilor de Succesiune (aveau rol pur consultativ).